# Морозовка (Калачеевский район)
Морозовка — хутор в Калачеевском районе Воронежской области.
Входит в состав Семёновского сельского поселения.

## География

### Улицы
- ул. Ленина,
- ул. Октябрьская,
- ул. Шевченко.

## История
Хутор Морозовка основан крестьянами-малороссами слободы Семёновка. В 1858 году 
85 дворов с населением 603 человека. Входил в Семёновскую волость Павловского, 
а затем Калачеевского уезда. 
В 1929-1932 гг. сельские Советы проводили массовую коллективизацию, ликвидацию кулачества, 
уделяли внимание росту колхозов. На территории Семеновского сельсовета образованы колхозы: 
«Ленинская искра» (село Семеновка), «Новый путь» (х.Россоховатка) и имени Шевченко 
(х.Морозовка). В июле 1958 года колхоз имени Шевченко был присоединен к колхозу «Ленинская искра».